# Karl Grüne
Karl Grüne (Viena, Austria, 22 de enero de 1890 - Bornemouth, Inglaterra, 2 de octubre de 1962) es un director de cine relacionado con el expresionismo alemán de los años 20. También trabajó como productor.
Su película más célebre es Die Strasse de 1923, interpretada por Max Schreck.